# Eleição municipal de Cuiabá em 2012
A eleição municipal de Cuiabá em 2012 aconteceu em 7 de outubro de 2012 para eleger um prefeito, um vice-prefeito e 25 vereadores no município de Cuiabá, no estado de Mato Grosso, no Brasil. A eleição para a prefeitura não foi definida no primeiro turno, o que levou a uma disputa para segundo turno entre os candidatos mais votados Mauro Mendes (PSB) e Lúdio (PT). O segundo turno aconteceu em 28 de outubro de 2012 e reelegeu Mauro Mendes como prefeito, com 54,65% dos votos válidos, e, consequentemente, o vice-prefeito João Malheiros, também do PSB. A disputa para as 25 vagas na Câmara Municipal de Cuiabá teve como vereador mais votado, com 5.824 votos, o ex-Secretário Municipal de Habitação, João Emanuel Moreira Lima (PSD). O candidato Adevair Cabral (PDT), ficou em segundo lugar na lista, com 4.354 votos, seguido por Adilson Levante (PSB), que obteve 4.129 votos nas urnas.

## Antecedentes
Na eleição municipal de Cuiabá em 2008, o candidato Wilson Pereira dos Santos (PSDB) derrotou o candidato Mauro Mendes (até então do PR), durante o segundo turno, com 175.038 dos votos válidos, ou 60% do total, contra apenas 114.432 votos, ou 39%, do segundo colocado.

## Eleitorado

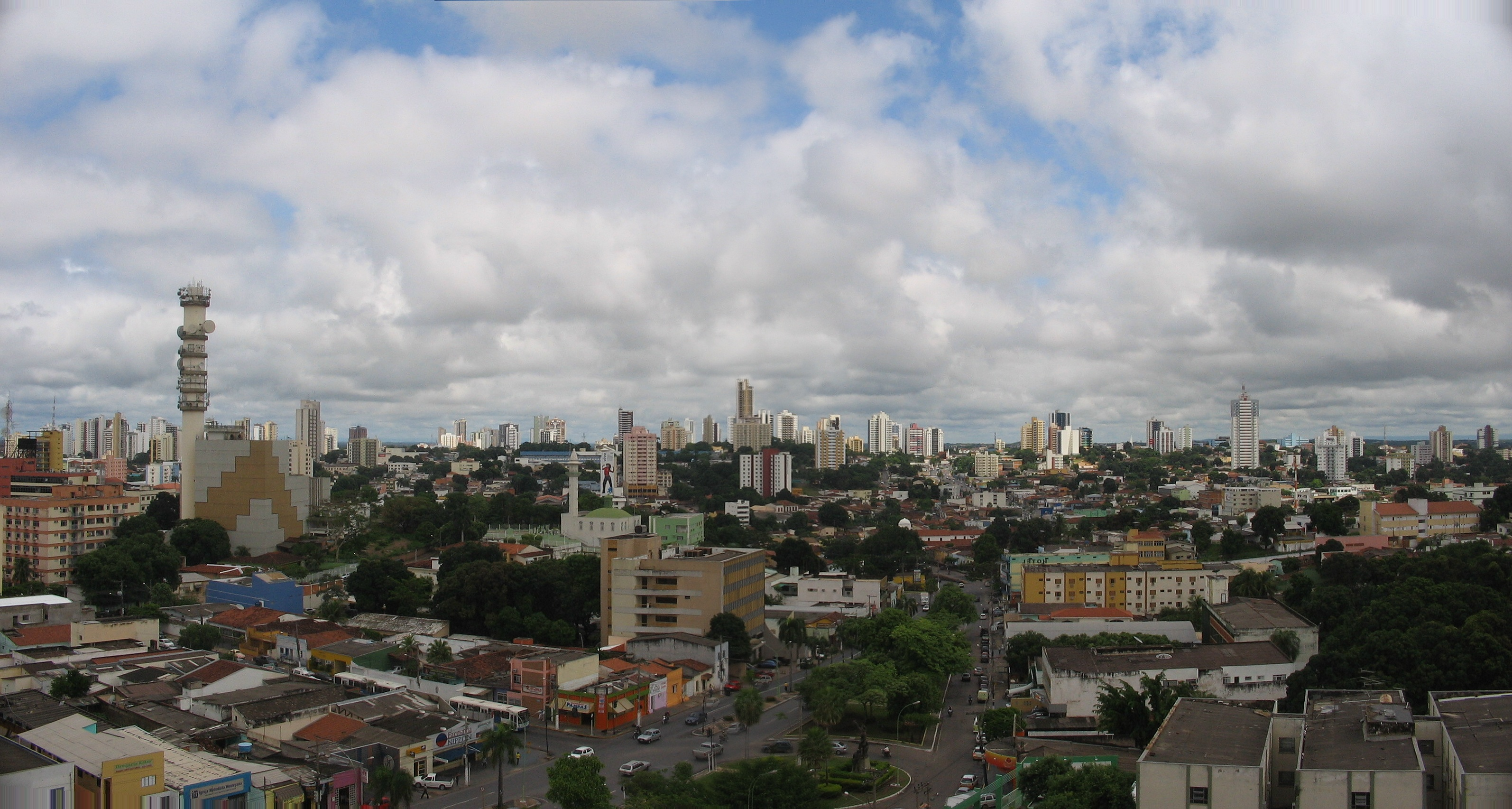
Vista de Cuiabá, em 2006

Na eleição de 2012, estiveram aptos a votar 332.112 cuiabenses, o que correspondia a 93,93% da população da cidade.

## Candidatos
Foram seis candidatos à prefeitura em 2012: Adolfo Grassi, do PPL, Mauro Mendes, do PSB, Procurador Mauro, do PSOL, Guilherme Maluf, do PSDB, Lúdio do PT e Carlos Brito, do PSD.
| Candidato(a)     | Vice                            | Partido | Coligação                                                 |
| ---------------- | ------------------------------- | ------- | --------------------------------------------------------- |
| Adolfo Grassi    | Cleusa Tomasine                 | PPL     | PPL                                                       |
| Procurador Mauro | Dr José Roberto                 | PSOL    | PSOL                                                      |
| Guilherme Maluf  | João Celestino                  | PSDB    | PSDB / PRP / PT do B / PP / PMN / DEM                     |
| Lúdio Cabral     | Franciso Anid Faiad             | PT      | PMDB / PT                                                 |
| Carlos Brito     | Paulo Roberto Alves             | PSD     | PSD / PC do B / PSDC / PRTB / PSC / PTN / PHS / PSL / PTC |
| Mauro Mendes     | João Antônio Cuiabano Malheiros | PSB     | PDT / PR / PPS / PSB / PV                                 |

## Campanha
As principais propostas de campanha apresentadas pela coligação de Mauro Mendes e que também constam do plano de governo estão voltadas para a saúde e segurança. Ele defendeu a construção de um novo Pronto-Socorro Municipal na capital e transformar a atual unidade de saúde em um centro especializado para atender mulheres e crianças. Também propôs a construção de 40 creches e 15 mil novas casas populares nos próximos quatro anos.

### Pesquisas
Segundo a primeira pesquisa realizada pelo Ibope, divulgada em 27 de agosto de 2012, Mauro Mendes liderava a disputa pela prefeitura de Cuiabá, com 47% das intenções de voto, de 602 pessoas entrevistadas. Os demais candidatos apresentavam enorme desvantagem, sendo Lúdio a preferência de apenas 17% dos eleitores, Guilherme Maluf de 8%, Carlos Brito e Procurador Mauro de 4% e Adolfo Grassi de 1%. Já na terceira pesquisa, divulgada em 6 de outubro de 2012, as posições foram invertidas e Lúdio havia subido para 48% nas intenções de voto, enquanto Mauro Mendes registrava 40% dos votos válidos, o que já indicava uma possibilidade de segundo turno. Mais tarde, com a confirmação do segundo turno, em pesquisa divulgada em 27 de outubro de 2012, Mauro Mendes e Lúdio empatavam na preferência dos eleitores, cada um com 50% das intenções de voto.

## Resultados

### Prefeito
No dia 28 de outubro de 2012, Mauro Mendes venceu Lúdio durante o segundo turno da eleição municipal de Cuiabá e reconquistou o cargo de prefeito da cidade.
| Candidato(a)           | Vice                   | 2º Turno 28 de outubro de 2012 | 2º Turno 28 de outubro de 2012 |
| Candidato(a)           | Vice                   | Votação                        | Votação                        |
|                        |                        | Total                          | Porcentagem                    |
| ---------------------- | ---------------------- | ------------------------------ | ------------------------------ |
| Mauro Mendes (PSB)     | João Malheiros (PR)    | 169.688                        | 54,65%                         |
| Lúdio Cabral (PT)      | Francisco Faiad (PMDB) | 140.798                        | 45,35%                         |
| Total de votos válidos | Total de votos válidos | 310.486                        | 96,15%                         |
| Votos em branco        | Votos em branco        | 3.955                          | 1,22%                          |
| Votos nulos            | Votos nulos            | 8.477                          | 2,62%                          |
| Total                  | Total                  | 322.918                        | 100%                           |
| Abstenções             | Abstenções             | 74.708                         | 3,85%                          |
| Votos apurados         | Votos apurados         | 322.918                        | 100%                           |
| Total de eleitores     | Total de eleitores     | 397.626                        | 100%                           |

### Vereador
No dia 7 de outubro de 2012, 25 candidatos foram eleitos para a Câmara Municipal de Cuiabá, sendo apenas 7 reeleitos: Lueci Ramos (PSDB), Júlio Pinheiro (PTB), Toninho de Souza (PDT), Chico 2000 (PR), Clovito (PTB), Domingos Sávio (PMDB) e Adevair Cabral (PDT). Os candidatos com o maior número de votos foram João Emanuel Moreira Lima (PSD) e Adevair Cabral (PDT), com 5.824 e 4.354 votos, respectivamente. O Partido Trabalhista Brasileiro (PTB) foi o que elegeu mais nomes para o cargo de vereador de Cuiabá, com quatro candidatos no total.
| João Emanuel          | PSD     | 5.824 | 1,89% |
| Adevair Cabral        | PDT     | 4.354 | 1,41% |
| Adilson Levante       | PSB     | 4.129 | 1,34% |
| Haroldo da Açofer     | PMDB    | 4.010 | 1,30% |
| Domingos Sávio        | PMDB    | 3.935 | 1,27% |
| Toninho de Souza      | PSD     | 3.838 | 1,24% |
| Faissal               | PSB     | 3.592 | 1,16% |
| Marcrean Santos       | PRTB    | 3.570 | 1,16% |
| Júlio Pinheiro        | PTB     | 3.426 | 1,11% |
| Maurélio Ribeiro      | PSDB    | 3.245 | 1,05% |
| Lueci Ramos           | PSDB    | 3.195 | 1,03% |
| Chico 2000            | PR      | 3.173 | 1,03% |
| Onofre Júnior         | PSB     | 3.112 | 1,01% |
| Dilemário Alencar     | PTB     | 3.084 | 1,00% |
| Ricardo Saad          | PSDB    | 3.053 | 0,99% |
| Clovito               | PTB     | 3.053 | 0,96% |
| Renivaldo Nascimento  | PDT     | 2.956 | 0,93% |
| Juca do Guaraná Filho | PTdoB   | 2.870 | 0,91% |
| Professor Allan       | PT do B | 2.796 | 0,91% |
| Leonardo de Oliveira  | PT      | 2.796 | 0,88% |
| Lilo Pinheiro         | PTB     | 2.796 | 0,82% |
| Wilson Kero Kero      | PRP     | 2.524 | 0,80% |
| Arilson da Silva      | PRP     | 2.474 | 0,63% |
| Mario Nadaf           | PT      | 1.943 | 0,57% |
| Oséas Machado         | PV      | 1.754 | 0,47% |

| Votos válidos   | Votos válidos   | 308.697 | 92,95% |
| Votos nulos     | Votos nulos     | 10.901  | 3,28%  |
| Votos em branco | Votos em branco | 12.514  | 3,77%  |
| Total           | Total           | 332.112 | 100%   |
| --------------- | --------------- | ------- | ------ |

## Análises
O candidato Mauro Mendes, do PSB, foi eleito no dia 28 de outubro de 2012, em segundo turno. A totalização de votos chegou ao fim às 19h05 com 100% das urnas apurados. "O que venceu hoje é a democracia da população nas urnas. Eu só tenho que comemorar", disse o prefeito eleito Mauro Mendes após chegar ao Centro de Eventos do Pantanal, local em que a Justiça Eleitoral realiza a totalização dos votos. Mauro chegou ao local da apuração acompanhado da esposa e dos dois filhos. Durante cerca de 10 minutos ele foi aclamado por militantes na entrada do Centro de Eventos.
As principais propostas de campanha apresentadas pela coligação de Mauro Mendes e que também constam do plano de governo estão voltadas para a saúde e segurança. Ele defendeu a construção de um novo Pronto-Socorro Municipal na capital e transformar a atual unidade de saúde em um centro especializado para atender mulheres e crianças. Também propôs a construção de 40 creches e 15 mil novas casas populares nos próximos quatro anos.
A vitória de Mendes encerrou a hegemonia do PSDB na capital de Mato Grosso, que já durava 16 anos. Ao longo da campanha, Mendes explorou o escândalo do mensalão e tentou vincular o adversário Lúdio, do PT, com os problemas da área da saúde enfrentados pelo governador Silval Barbosa (PMDB), que apoiava o petista. Mendes é dono da Bimetal, uma das maiores fabricantes de torres metálicas do país. Seu patrimônio declarado gira em torno dos R$ 116,8 milhões, o que fez dele o candidato mais rico do Brasil nestas eleições. A campanha socialista custou quase R$ 2 milhões, segundo dados divulgados pela Justiça Eleitoral.